# Цар-Асен (Пазарджицька область)
Цар-Асе́н (болг. Цар Асен) — село в Пазарджицькій області Болгарії. Входить до складу общини Пазарджик.

## Населення
За даними перепису населення 2011 року у селі проживала 281 особа, з них 279 осіб (99,3%) — болгари.
Розподіл населення за віком у 2011 році:
Динаміка населення: